# Dorf (Schänis)
Dorf ist eine Streusiedlung zwischen dem Dorfkern der politischen Gemeinde Schänis und Rufi im Schweizer Kanton St. Gallen. Eine erste urkundliche Erwähnung stammt aus dem Jahr 1486. Heute zählt die Gemarkung rund 200 Einwohner und hat eine eigene Unterverwaltung resp. Ortsgemeinde, der die Zuständigkeit für Alpen, Wälder und das Riet übertragen wird. Sie ist die zweitgrösste ihrer Art innerhalb von Schänis und umfasst auch rund 160 ha Gebirgswald, die Alp Bätruns und die Alp Stöck.
Der Kern der Siedlung liegt am östlichen Rand der Linthebene und wird von der Postautolinie Ziegelbrücke–Schänis–Kaltbrunn–Benken SG bedient. Die wichtigsten Erwerbszweige sind die Landwirtschaft und das Kleingewerbe. 
Koordinaten: 47° 10′ 25″ N, 9° 3′ 16″ O; CH1903: 722479 / 226002